# Floris al II-lea de Olanda
Floris al II-lea (numit Floris cel Gras) (n. cca. 1080 – d. 2 martie 1121) a fost conte de Olanda, fiind primul care a inclus efectiv în titulatură această denumire.
Floris a fost fiul contelui Dirk al V-lea de Olanda și al Othildei. El a dus la bun sfârșit conflictul cu episcopul de Utrecht, cel mai plauzibil prin transformarea acestuia în vasal al său. În 1101, el a fost înzestrat cu titulatura de conte de Olanda chiar de către episcopul de Utrecht, după ce a achiziționat regiunea din zona Rinului (Leiden și împrejurimile) ('comes de Hollant'; până în acel moment, stăpânirea conților se referise în mod oficial la Frizia).
În jur de 1108, Floris al II-lea s-a căsătorit cu Gertrude, fiica ducelui Theodoric al II-lea de Lorena. Gertruda și-a schimbat numele în Petronila (ca derivare de la Sfântul Petru), ca recunoaștere a loialității sale față de Sfântul Scaun. Petronila și Floris au avut patru copii, trei fii: Dirk, Floris, Simon, și o fiică: Hedwiga. Dirk va deveni succesor ca Dirk al VI-lea, însă Floris, devenit cunoscut ca Floris cel Negru va contesta puterea fratelui său mai mare.